# キャロットボーイ
『キャロットボーイ』は、1995年11月にSANKYOが発売した、中央にドット表示を含んだ競走馬と騎手の役物が配置されているパチンコ機のシリーズ名。
キャロットボーイの1機種がある。

## 概要
貯留型の羽根モノタイプ。役物上部のドット表示と、競走馬をモチーフとした役物が特徴である。大当たりラウンドの最高継続数は8ラウンドである。本機は1995年に、規定上最高15ラウンドまで継続させることが可能な新要件機として発売されたが、旧要件機に近いスペックであった。始動チャッカー入賞時や大当たり時には役物内のキャロットボーイと騎手の足が動く。大当たり時には競馬の実況も流れ、役物も通常時より動きが多くなるので、競馬の臨場感が演出されている。
比較的V入賞しやすく継続率も高いので、遊びやすい機種ではあったが、台ごとの「クセ」の違いもあった。クセの良い台であれば、玉はスムーズに貯留され、解除後はVゾーンに転がり込むが、クセの良くない台の場合は貯留されづらい上に、玉はVゾーンをそれやすい特徴がある。
大当たり中はVゾーンの上に貯留を行えば確実に継続するが、貯留されないことも珍しくはない。—『パチンコ必勝大図鑑 1000』p 199
高い人気により、1998年に「パカパカダービー」と名前を変えた同一機種が再販されている。盤面のデザインは新しくなったが、ゲーム性は同じである。

## スペック
- キャロットボーイ
  - 賞球数 6&13
  - 大当たり最高継続 8R
  - 最大貯留 1個(8カウント)

## 演出
Vゾーンは、下段ステージの手前中央にある。通常時はフタがされており、始動チャッカー入賞時と、大当たり中の貯留解除の時にフタが開きV入賞が可能となる。大当たり時には、このVゾーンのフタがストッパーとなり、1個の玉を貯留でき、V入賞を補助する仕様である。
通常時の羽根開閉時間は、1チャッカーと2チャッカーともに0.4秒である。羽根が開閉すると、その直後に役物内の騎手の足が動く。足の動きによってサイドへと玉が導かれ、役物奥へとまわり込み、奥からキャロットボーイの足の間を抜けるとV入賞のチャンスとなる。役物内のキャロットボーイは、常時首を上下に振っている。羽根に拾われた玉が、首が下がっている時に弾かれて手前に落ち、そのままVゾーンに飛び込むこともある。
V入賞すると騎手の両足が上昇したまま停止する時間が長くなる。そのため、羽根に拾われた玉が役物のサイドを通ってキャロットボーイの両足の間へと転がるようになり、Vゾーンの真上である貯留スペースへと導かれ1個の玉を貯留できる。8カウントか羽根開閉18回後に貯留は解除される。貯留することができれば継続する仕様であったため、トータルのラウンド継続率は高めである。
1個貯留できる機種として、同社から1993年に発売されたカジノ(1993年6月)がある。
羽根開閉18回後に貯留解除される機種として、同社から1994年に発売されたノイジーロボ(1994年2月)がある。

## コンシューマ移植
- SANKYO FEVER実機シミュレーションS Vol.1(セガサターン用)
  - 『SANKYO FEVER実機シミュレーションS Vol.1』(セガサターン用、ティー・イー・エヌ研究所、1997年4月4日発売、T-32101G、JAN-4997940210018)にキャロットボーイが収録。

## サウンドトラック
- 『SANKYO FEVER SOUNDS ザ・パチンコ・ミュージック・フロム・SANKYO 6』 キングレコード、1998年8月21日。KICA-1214。
  - BGMが収録されている。